# Gustav Albert Peter
Gustav Albert Peter, más conocido como Albert Peter (Gumbinnen, 21 de agosto de 1853-Gotinga, 4 de octubre de 1937), fue un botánico y pteridólogo alemán, con excelente disposición al dibujo botánico. Fue director del Jardín Botánico de la Universidad Georg August de Göttingen entre 1888 y 1923.

## Algunas publicaciones

### Libros
- 1886. Die Hieracien Mittel-Europas: Heft 1-3. Monographische Bearbeitung der Archieracien mit besonderer Berücksichtigung der mitteleuropäischen Sippen. Con Carl Wilhelm Nägeli. Ed. R. Oldenbourg, 931 pp.
- 1901. Flora von Südhannover nebst den angrenzenden Gebieten. 2 vols.
- 1901. Botanische Wandtafeln - Berlín, Parey Verlag
- 1928. Wasserpflanzen und Sumpfgewächse in Deutsch-Ostafrika. 129 pp.
- 1929—1938. Flora von Deutsch-Ostafrika. 2 vols.

## Eponimia
- (Fabaceae) Peteria A.Gray[1] Peterodendron